# Arrondissement Bastia
Arrondissement Bastia (fr. Arrondissement de Bastia) je správní územní jednotka ležící v departementu Haute-Corse a regionu Korsika ve Francii. Člení se dále na 10 kantonů a 27 obcí.

## Kantony
- Bastia-1
- Bastia-2
- Bastia-3
- Bastia-4
- Bastia-5 (Lupino)
- Bastia-6 (Furiani-Montésoro)
- Borgo
- Capobianco
- Sagro-di-Santa-Giulia
- San-Martino-di-Lota